# Луцька угода
Луцька угода від 13 квітня 1711 року — таємний договір між московським царем Петром І і молдовським господарем Димитрієм Кантемиром.

## Передумови
Підписанню угоди безпосередньо передувало оголошення в листопаді 1710 року війни Московській державі з боку Османської імперії за підтримки Кримського ханства, Швеції та українських козаків на чолі з П. Орликом. 
Султан Ахмед ІІІ довгий час намагався уникнути війни й навіть у січні 1710 року підтвердив 30-річне перемир'я з Петром І за умовами Константинопольського мирного договору. Ситуацію ускладнювало перебування у м. Бендерах шведського короля Карла ХІІ з залишками війська та українськими козаками на чолі з гетьманом Іваном Мазепою, які після поразки під Полтавою знайшли прихисток у султана на його васальних землях у Молдові, де в той час став господарем Димитрій Кантемир.
Активні бойові дії розпочалися на початку 1711 р. ([[[Московсько-турецька війна (1710—1713)%7Cдив.|детальну інформацію тут]]]).
Димитрій Кантемир мав свої претензії до османського сюзерена і довгий час був таємним прихильником союзу з Московським царством. У цій війні він вирішив перейти на бік Петра І, уклавши попередньо договір із московським царем. 

## Зміст угоди
Угода складалася з 17-ти пунктів такого змісту:
- Визнання сюзеренітету московського царя та його нащадків над Молдовським князівством та збереження цього факту в таємниці до моменту вступу царя у Молдову. До того часу Кантемир зобов'язувався допомагати з розвідкою та інформуванням в інтересах царя.
- Після вступу царських військ до Молдови Кантемир мав приєднатися до них з усіма своїми військами, за це цар обіцяв взяти на утримання військо союзників.
- Кантемир і його спадкоємці отримували гарантію на володіння молдовським престолом за збереження вірності царю та Православній вірі.
- Кантемир отримував гарантії влади над боярами й землями та суду за своїм законом.
- Затверджувалися кордони володінь Кантемира між рікою Дністром, Кам'янцем, Бендерами, Буджацьким краєм, Дунаєм, Мултянською та Семиградською границею, а також польськими кордонами.
- У разі укладання царем миру з османами володіння Кантемира перебували під захистом царя.
- У разі поразки Кантемир мав отримати від царя компенсацію втраченого майна, як князю належить, те саме стосувалося і нащадків Кантемира.

## Наслідки
Димитрій Кантемир виконав усі умови угоди та приєднався до війська Петра І, однак союзники зазнали нищівної поразки, після чого Кантемир мусив втікати до Московського царства та сподіватися на милість царя. Петро І, як зміг, виконав свою частину угоди, надавши прихисток Кантемиру, його родині, боярам і кільком сотням вояків, які оселилися на території сучасних України й Росії та значною мірою вплинули на історію Московського царства, що невдовзі перетворилося на Російську імперію.